# Initiative Grundeinkommen

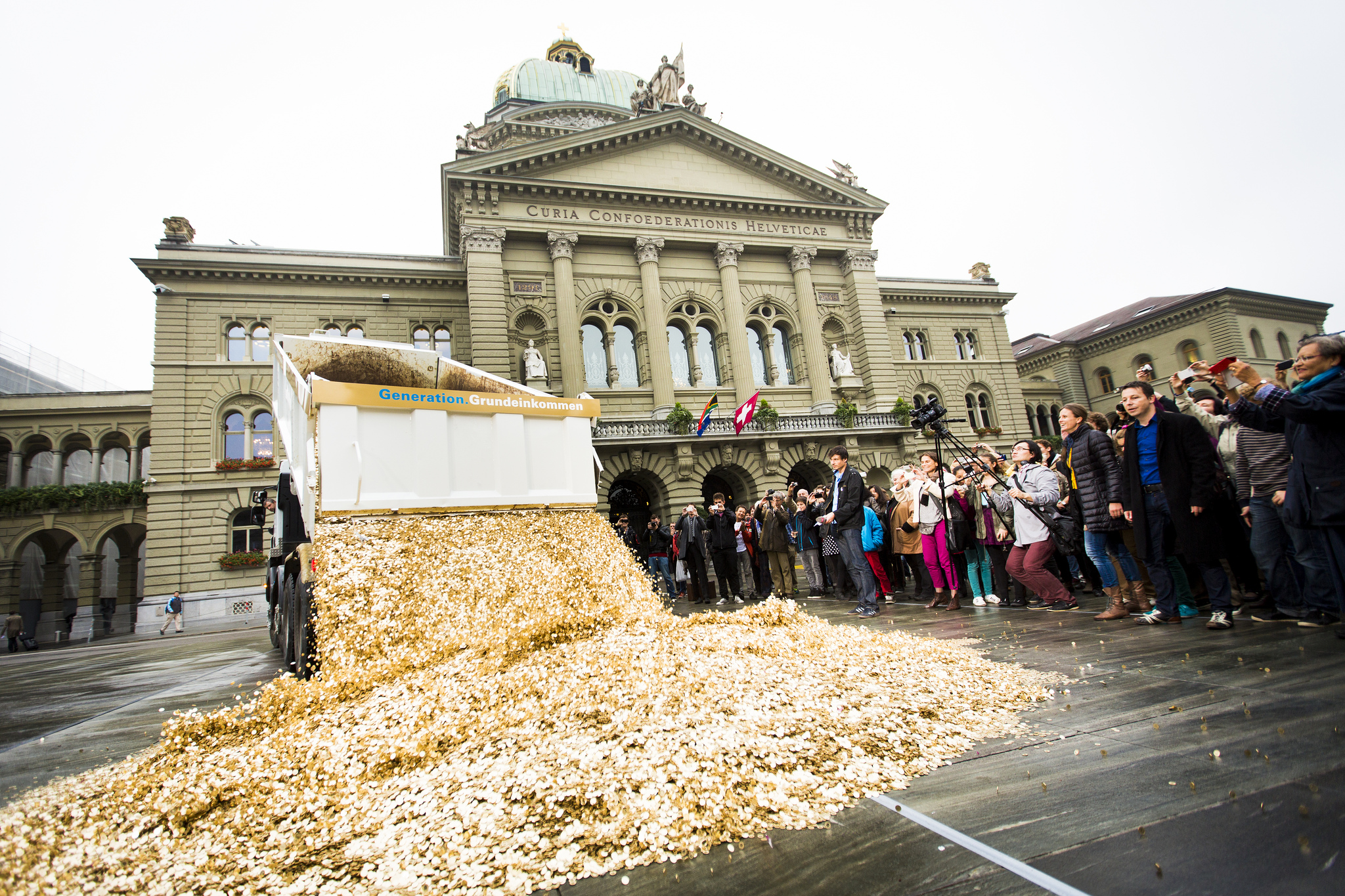
Aktion der «Generation Grundeinkommen» im Jahr 2013 zur Feier der Einreichung der Eidgenössischen Volksinitiative: Acht Millionen Fünfräppler auf dem Bundesplatz.

Die Initiative Grundeinkommen, in der Schweiz auch Grundeinkommeninitiative, ist eine gesellschaftspolitische Organisation in Deutschland und der Schweiz. Sie strebt ein bedingungsloses Grundeinkommen für alle Bewohner eines Landes an.

## Geschichte
Die Initiative wurde 2006 vom deutschen Künstler Enno Schmidt (* 1958) und dem Schweizer Unternehmer Daniel Häni (* 1966) lanciert. Ebenso wie die verwandte Initiative Unternimm die Zukunft in Deutschland von Götz Werner versteht sie sich selber vor allem als so genannten «Kulturimpuls» im Sinne der Anthroposophie und zunächst nicht als direkten realpolitischen Vorstoss. Sie geht davon aus, dass zunächst eine «paradigmatische kulturelle Wandlung vollzogen werden muss», bevor politische Umsetzungen ins Auge gefasst werden können. Das uneingeschränkte Grundeinkommen für alle sei «ein Weg, sich Gedanken zu machen über die Gesellschaft in der wir leben und über die Gesellschaft in der wir leben wollen», so Daniel Häni.
Das Netzwerk der Initiative besteht aus Personen aus dem ganzen deutschen Sprachraum. Die Initiative wird in der deutschen und schweizerischen Presse diskutiert, auch konkrete politische Umsetzungen beziehen sich auf Deutschland (Bundestagswahl 2009) und die Schweiz (aus Sicht der Initianten mit «langfristigem Ziel einer Volksabstimmung», auch in Deutschland ?).
Der Verein ist Mitglied beim Netzwerk Grundeinkommen (BIEN). Sitz ist das «Unternehmen Mitte» in Basel.
Seit März 2011 können sich einzelne Initiativen, die das BGE mit einer komplementären Währung ausprobieren wollen, auch vernetzen.
Die Initiative, deren Träger in Deutschland und in der Schweiz aktiv sind, strebt «langfristig eine konkrete Umsetzung in der Schweiz» an – so die Einschätzung aus anthroposophischer und/oder deutscher Sicht. Die Gründe liegen in der – aus, rein deutscher(!), Sicht eines «zentralistischen»(?!) politischen Systems – relativ überschaubaren Grösse des Landes, dem hohen Lebens- und Bildungsstandard und vor allem in den Möglichkeiten der politischen Willensbildungsinstrumente, namentlich der Volksinitiative.

### Eidgenössische VolksinitiativeFür ein bedingungsloses Grundeinkommen finanziert durch Energielenkungsabgaben2010/11
Eine 2010 von einer Gruppe von Initianten aus grünen Kreisen
gestartete Volksinitiative Für ein bedingungsloses Grundeinkommen finanziert durch Energielenkungsabgaben, die mehr die ökologische Finanzierung betont und ausschliesslich festgelegt hatte, war mangels ausreichender Unterstützung (weniger als 100'000 Unterschriften) nicht zustande gekommen. Lenkungsabgaben für nicht erneuerbare Energien, Baurechtszinsen, Bodennutzungs- und Gewässernutzungsgebühren sollten die Finanzierungsbasis sein.
Die Volksinitiative hatte folgenden Text (Wortlaut):
Die Bundesverfassung wird wie folgt geändert:
Art. 41 Abs. 1 Einleitungssatz und Bst. h-j (neu)
1 Bund, Kantone und Gemeinden setzen sich in Ergänzung zu persönlicher Verantwortung und privater Initiative dafür ein, dass:
h. die soziale Sicherheit durch ein bedingungsloses Grundeinkommen gewährleistet ist, das durch Energielenkungsabgaben finanziert wird;
i. alle obligatorischen Sozialversicherungsbeiträge, alle Steuern zur Finanzierung der Sozialversicherungen und alle obligatorischen Pensionskassenbeiträge durch Energielenkungsabgaben zur Finanzierung eines bedingungslosen Grundeinkommens ersetzt werden;
j. die Energielenkungsabgaben durch Quellenlenkungsabgaben für nicht erneuerbare Energien, Baurechtszinsen, Bodennutzungs- und Gewässernutzungsgebühren finanziert werden.

### Eidgenössische VolksinitiativeFür ein bedingungsloses Grundeinkommen2012/16
geläufig auch: Grundeinkommeninitiative
französisch: Initiative populaire fédérale, Pour un revenu de base inconditionnel
italienisch: Iniziativa popolare federale, Per un reddito di base incondizionato
Am 14. März 2012 wurde eine eidgenössische Volksinitiative Für ein bedingungsloses Grundeinkommen zur Registrierung angemeldet und nach Vorprüfung durch die Bundeskanzlei und Veröffentlichung im Bundesblatt am 11. April 2012 gestartet.
Die Volksinitiative hatte folgenden Text (Wortlaut):
Die Bundesverfassung wird wie folgt geändert:
Art. 110a (neu) Bedingungsloses Grundeinkommen
1 Der Bund sorgt für die Einführung eines bedingungslosen Grundeinkommens.
2 Das Grundeinkommen soll der ganzen Bevölkerung ein menschenwürdiges Dasein und die Teilnahme am öffentlichen Leben ermöglichen.
3 Das Gesetz regelt insbesondere die Finanzierung und die Höhe des Grundeinkommens.
An der Volksinitiative beteiligte sich unter anderem auch B.I.E.N.-Schweiz. Verantwortlich für das Initiativkomitee, die Initianten: Gabriel Barta, Daniel Häni, Christian Müller, Ursula Piffaretti, Ina Praetorius, Franziska Schläpfer, Oswald Sigg, Daniel Straub. Die Unterschriften wurden am 4. Oktober 2013 eingereicht.
Im August 2014 veröffentlichte der Bundesrat seine ablehnende Stellungnahme zur Volksinitiative. Im Dezember 2015 beschloss das Parlament, nach eingehenden Beratungen in beiden Kammern, die Empfehlung zur Ablehnung der Volksinitiative (formell nahmen die Parlamentarier den Bundesbeschluss in der Schlussabstimmung an).

#### Abstimmung 2016

Ergebnisse nach Kantonen

In der Volksabstimmung in der Woche zum 5. Juni 2016 wurde die Initiative durch die Stimmberechtigten (den Souverän, bestehend aus Volk und Ständen) abgelehnt.
Dafür entschieden sich 23,1 % (dagegen: 76,9 %) der Stimmenden und keiner der Kantone, die Stimmbeteiligung bei dieser Vorlage betrug 47,0 %
| Kanton                           | Ja (%) | Nein (%) | Beteiligung (%) |
| -------------------------------- | ------ | -------- | --------------- |
| Aargau                           | 18,8   | 81,2     | 44,5            |
| Appenzell Ausserrhoden           | 20,8   | 79,2     | 48,9            |
| Appenzell Innerrhoden            | 12,6   | 87,4     | 37,9            |
| Basel-Landschaft                 | 22,9   | 77,1     | 45,1            |
| Basel-Stadt                      | 36,0   | 64,0     | 51,4            |
| Bern                             | 23,8   | 76,2     | 45,3            |
| Freiburg                         | 24,1   | 75,9     | 43,4            |
| Genf                             | 34,7   | 65,3     | 51,6            |
| Glarus                           | 18,2   | 81,8     | 37,0            |
| Graubünden                       | 17,8   | 82,2     | 42,9            |
| Jura                             | 34,4   | 65,6     | 39,0            |
| Luzern                           | 18,0   | 82,0     | 46,8            |
| Neuenburg                        | 31,2   | 68,8     | 50,3            |
| Nidwalden                        | 13,2   | 86,8     | 49,9            |
| Obwalden                         | 13,8   | 86,2     | 49,2            |
| Schaffhausen                     | 24,5   | 75,5     | 65,4            |
| Schwyz                           | 13,9   | 86,1     | 47,9            |
| Solothurn                        | 21,2   | 78,8     | 47,9            |
| St. Gallen                       | 18,6   | 81,4     | 44,4            |
| Tessin                           | 21,9   | 78,1     | 48,6            |
| Thurgau                          | 19,2   | 80,8     | 43,2            |
| Uri                              | 15,5   | 84,5     | 37,3            |
| Waadt                            | 24,7   | 75,3     | 48,4            |
| Wallis                           | 19,2   | 80,8     | 49,6            |
| Zug                              | 16,4   | 83,6     | 51,8            |
| Zürich                           | 25,1   | 74,9     | 48,6            |
| Schweizerische Eidgenossenschaft | 23,1   | 76,9     | 47,0            |

#### Finanzierung, Steuern, soziale Systeme – Vorschläge und Diskussion
Der anfänglich vorgesehene, von den deutschen Mitinitianten übernommene, Vorschlag einer Finanzierung durch eine, auf mindestens das EU-Niveau, erhöhte Mehrwertsteuer wurde, nach öffentlicher Diskussion und Kritik, fallen gelassen. Die Mehrwertsteuer belaste (als Konsumsteuer) vor allem die Ärmeren. Den bei den meisten Grundeinkommens-Ansätzen üblichen Vorschlag einer Vereinfachung der sozialen Systeme und das Prinzip der Kostenneutralität (keine Erhöhung der Abgaben-/Steuerbelastung) übernahmen die Initianten nicht. Der Initiativtext lässt diese Möglichkeit aber offen. In der Diskussion vor der Abstimmung in der Woche zum 5. Juni 2016 tauchte der Finanzierungsvorschlag durch eine Mehrwertsteuer wieder auf – allerdings mit sehr hohen Sätzen von über 50 %.
Erst im März 2016 brachte Oswald Sigg, in einem Interview mit Schweiz am Sonntag, die Finanzierung mit einer Transaktionssteuer ein, die er als «eine neuartige Mikrosteuer» bezeichnet und die «der Finanzunternehmer Felix Bolliger erfunden hat». Weiter sagte er, dass «die Professoren Marc Chesney und Anton Gunzinger und [er] seit anderthalb Jahren daran sind, die Automatische Mikrosteuer auf dem Gesamtzahlungsverkehr (AMTD) als Alternative zum heutigen komplexen Steuersystem zu entwickeln.» Auf den Zahlungsverkehr, der «300-mal so gross ist wie das Bruttoinlandprodukt», schlägt er eine Belastung von z. B. 0,05 % vor «Das Grundeinkommen wäre damit finanziert. Nach dem Prinzip: Wer mehr Geld bewegt, zahlt mehr.» Über 90 Prozent des Volumens stamme «aus der Finanzwirtschaft, etwa dem Hochfrequenzhandel.» Im weiteren, auf die Steuern für jeden gefragt: «Müssen wir künftig keine Steuern mehr zahlen?», sagte er: «Doch. Aber nur noch 1 oder 2 ‰ von jedem Zahlungsbetrag».
Vor der Abstimmung liessen auch Florian Habermacher und Gebhard Kirchgässner ihr Diskussionspapier Das bedingungslose Grundeinkommen: Eine (leider) nicht bezahlbare Idee aus dem Jahr 2013 in aktualisierter Version vom April 2016 der Öffentlichkeit wie auch den Medien zukommen, die es in ihrer Argumentation aufgenommen haben (z. B. NZZ).
Im Mai 2016 äusserte sich Marc Chesney, Universität Zürich, in einem Interview mit der Handelszeitung. Chesney hält ein Grundeinkommen in der Schweiz zwar für umsetzbar für Schweizer Bürger und Ausländer mit C-Ausweis. Doch findet er, dass ohne richtige Finanzierung das Projekt schwach ist. Er findet es falsch, die ca. 200 Mia. CHF jährlich durch eine höhere Mehrwertsteuer, wie es die Initianten vorschlagen, finanzieren zu wollen. Hingegen findet er die Idee einer Mikro-Steuer deutlich überzeugender, die «vom Zürcher Finanzunternehmer Felix Bolliger stammt» (? – vgl. Transaktionssteuer). Sie würde die elektronischen Finanzflüsse und Zahlungen belasten, die in der Schweiz etwa 100'000 Mia. CHF jährlich betragen – Kauf und Verkauf von Aktien oder Anleihen, tägliches Bezahlen, Geld abheben oder Online-Banking. Diese Summe entspricht etwa 160 Mal dem Bruttoinlandprodukt (BIP) der Schweiz. Mit ihrer Besteuerung von z. B. 0,2 % würden jährlich rund 200 Mia. CHF eingenommen – in diesem Beispiel mehr als der gesamte Steuerertrag (welche Steuern?, vgl. «fast alle anderen Steuern» im nächsten Satz) der Schweiz heute, inklusive der heutigen Mehrwertsteuer. Würde man diesen Steuersatz auf z. B. 0,4 % erhöhen, und die Einnahmen auf jährlich etwa 400 Mia. CHF, könnte man «fast alle anderen Steuern» sowie (u. a. auch) die Steuerdeklaration abschaffen – vor allem aber auch das Grundeinkommen finanzieren.

## Ausgangspunkte, Überlegungen
Nach dem Verständnis der Initiative Grundeinkommen sind insbesondere zwei gesellschaftliche Phänomene für ein bedingungsloses Grundeinkommen von Bedeutung:

### Rationalisierung der Arbeit
Gemäss der Initiative hinkt die soziale und kulturelle Entwicklung der technischen Entwicklung hinterher. Eine unzureichende soziale Bewertung erfahren zum Beispiel die Pflege und Fürsorge für andere Menschen, die Kindererziehung oder der Einsatz für die Umwelt aus eigener Initiative. Die schrittweise Entflechtung der Arbeit vom Einkommenszweck könne diese Unterbewertung gemäss der Initiative wesentlich aufheben.

### Sozialer Ausgleich
Aus Sicht der Initiative stammt die Festsetzung der Steuer – Bemerkung: hier stimmen die Initianten nicht mit dem Text der vorgeschlagenen Verfassungsänderung überein und schlagen eine Mehrwert-(?)Steuer vor – anhand der Leistungsfähigkeit und den daraus resultierenden Einkommen aus der Zeit, als Selbstversorgung vorherrschte. In der heutigen Zeit der globalen «Fremdversorgung», wo Selbstversorgung kaum mehr möglich ist und jeder fast ausschliesslich von den Leistungen anderer lebt, sei es sinnvoll, die Steuer (siehe Bemerkung oben) nicht mehr in der Herstellung, sondern an der Stelle des Kaufs und Verbrauchs von Gütern und Dienstleistungen in Form einer Konsumsteuer zu erheben.

### Umfang der Umverteilung
Jeder Bürger solle einen festen Geldbetrag bekommen, ohne Vorbedingung, ohne Bedürftigkeitsprüfung. Die Initiative hält die Umstellung auf ihr Grundeinkommensmodell für weitgehend kostenneutral. Sie geht davon aus, dass heute schon jeder ein Einkommen hat, «sonst könnte er ja gar nicht leben» (Enno Schmidt). Konkret werden für die Schweiz 2’500 Franken (gemäss Initianten(?) entspricht dies in der Kaufkraft ca. 2’000 Euro) für Erwachsene genannt. Für Kinder wird ein altersabhängiger Betrag vorgeschlagen.
Durch die öffentliche Verwaltung zugewiesene Einkommensarten sollten dort erhalten bleiben, wo sie in ihrem Betrag über dem Grundeinkommen liegen. Mehr Geld hätten nur die, die heute weniger Geld als das Grundeinkommen haben. Die Vereinfachung durch das Grundeinkommen würde, so die Initiative, die Sozialverwaltung entlasten und Mittel freigeben. Für die Ausbezahlung der Grundeinkommen im Bereich der Erwerbseinkommen würde sich die Staatsquote dementsprechend erhöhen.

## Kritik

### Wirtschaft
Die Kritiker, darunter auch Wirtschaftsdachverband economiesuisse, warnten vor dem Anstieg der Mehrwertsteuer auf bis zu 50 Prozent, wie er von den Initianten ursprünglich diskutiert worden ist, und sind der Auffassung, eine Mehrwertsteuer von 50 Prozent würde die Schweiz ruinieren.

### Wissenschaft

#### Eichenberger, Universität Fribourg/Freiburg
Reiner Eichenberger (Universität Fribourg) kritisierte 2010 den Vorschlag als letztendlich identisch mit Milton Friedmans Idee einer negativen Einkommensteuer, die aber nicht funktioniere, wenn die positiven Anreize zu klein und die negativen zu gross seien – im Gegensatz zu Friedmans Überlegungen, die diese Grenze nicht überschreiten.
Eichenberger führt auf, dass die steuerliche Mehrbelastung zur Finanzierung des Grundeinkommens von 2'500 CHF pro Erwachsenen für Durchschnittsverdienende, die rund 70'000 CHF verdienen, 40 % betragen würde. Weiter, dass solch enorm hohe Steuern demotivierend seien und die negativen Anreize gegen Erwerbsarbeit und für legale und illegale Steuervermeidung offenkundig sind – «Hohe Steuern machen die Menschen unfrei.»

#### Habermacher und Kirchgässner, Universität St. Gallen
Florian Habermacher und Gebhard Kirchgässner (Universität St. Gallen) veröffentlichten 2013 ihr Diskussionspapier Das bedingungslose Grundeinkommen: Eine (leider) nicht bezahlbare Idee, den sie in aktualisierter Version im April 2016 der Öffentlichkeit wie auch den Medien zukommen liessen.
Darin diskutieren sie die Vorstellungen der Initianten – 2'500 CHF Grundeinkommen pro Erwachsenen und 625 CHF pro Kind, die zu Gesamtfinanzierung von rund 200 Mrd. CHF pro Jahr führen würden. Die heutigen Sozialausgaben, die wegfallen würden, betragen heute rund 50 Mrd. CHF pro Jahr. Für das Grundeinkommen müsste man noch etwa 150 Mrd. CHF pro Jahr finden.
Wollte man diese Lücke, wie z. B. von Werner Götz vorgeschlagen, mit der Mehrwertsteuer schliessen, würde dies, laut Berechnungen von Habermacher und Kirchgässner, MWST-Sätze von 56 % (Normalsatz) bzw. gut 50 % (reduzierter Satz) bedeuten. Bei einer Finanzierung über die Einkommenssteuer, und bei (logischerweise) steuerfreiem Grundeinkommen, wäre ein Steuersatz von 66 % der Einkommen erforderlich.
Die Kombination von bedingungslosem Grundeinkommen mit enorm hohen Steuersätzen würde zu Verzerrungen, Ausweichmanövern führen – wie Abtauchen in die Schattenwirtschaft und/oder Einschränkung oder völliger Verzicht auf eine Erwerbsarbeit. Das Steuersubstrat würde sich darum massiv verkleinern, womit eine Spirale nach unten folgen würde – noch und noch höhere Steuersätze und noch und noch stärkere, weitere Ausweichmanöver.
Die in den Initiantenkreisen als Finanzierungsvariante eingebrachte Idee, dass Erwachsene ab einem bestimmten Erwerbseinkommen das Grundeinkommen von 2'500 CHF pro Monat voll zurückzahlen würden, würde in der Praxis für bestimmte Einkommensgruppen zu Grenzsteuersätzen von bis 100 % und damit zu weiteren Ausweichmanövern führen.
Nebst exorbitanten Steuersätzen würde auch ein psychologisches Element stark auf die Steuermoral jener drücken, die trotz allem noch erwerbstätig bleiben möchten – das Wissen, dass die Steuern nicht nur «Bedürftige» finanzieren, sondern grundsätzlich alle, die zwar arbeiten könnten, aber nicht wollen.
Dazu käme, dass das Grundeinkommen, weil ja «bedingungslos», über die Grenzen, ja weltweit, eine grosse Anzugskraft für «Sozialtouristen» hätte, womit die Kosten noch mehr steigern würden, oder die Schweiz sich abschotten müsste.

#### Straubhaar, Universität Hamburg
Im Februar 2016 lehnte Thomas Straubhaar, in einem Interview mit der NZZ, die Vorschläge der Initiative ab.
Er sei «zu wenig risikofreudig, um einem solchen Systemwechsel bei so viel offen bleibenden Kernpunkten zuzustimmen», denn es «wird nichts über die Finanzierung gesagt und nichts über die konkrete Höhe des Grundeinkommens». Er sei «ein Anhänger eines niedrigen Grundeinkommens, das nur die Existenz absichert. Dies würde Effizienzgewinne erlauben, indem man Doppelspurigkeiten die Bürokratie der Sozialwerke abbaut. Die Befürworter in der Schweiz wollen jedoch ein hohes Grundeinkommen, was hohe Steuern mit sich bringen würde. Das wird die Arbeitsmotivation senken.»
Er meint aber, dass ein bedingungsloses Grundeinkommen zu einer liberalen Gesellschaft passe – «Absolut. Es geht um die Unterstützung der Schwächeren. Urliberal ist, wenn man Transfers nicht an Bedingungen knüpft, wenn der Staat gerade nicht ein bestimmtes Verhalten vorschreibt. Deshalb hat auch der liberale Ökonom Milton Friedman die negative Einkommenssteuer – und nichts anderes ist das bedingungslose Grundeinkommen – propagiert.»
Zu der Höhe des Grundeinkommens, sagte er: «Es wird ja nur das Existenzminimum abgedeckt, in Deutschland zum Beispiel 7500 € pro Erwachsenen und Jahr. Das Existenzminimum ist durch die Sozialhilfe schon heute für jeden garantiert. Alles darüber hinaus bleibt der Eigenverantwortung überlassen. Wer mehr will, muss selbst aktiv werden». In Deutschland macht ein «niedriges Grundeinkommen mit entsprechend niedrigem Steuersatz Arbeit wieder lohnend.»
Zu der, in Deutschland bundesweit gesetzlich verankerten, Sicherung durch den Mindestlohn oder den Kündigungsschutz sagte er: «Nein, diesen Schutz braucht es [nach Einführung eines Grundeinkommens] nicht mehr.»
Und darin sieht er einen «Unterschied zwischen Deutschland und der Schweiz. Die Schweiz hat keinen Kündigungsschutz und keinen Mindestlohn, sondern einen vergleichsweise liberalen Arbeitsmarkt. Deshalb setze ich mich für das Grundeinkommen in der Schweiz auch nicht ein.»

### Anthroposophen
Da die Initianten aus anthroposophischen Kreisen kommen,
wird diese Initiative gelegentlich auch in Zusammenhang mit den sozialen Ideen von Rudolf Steiner, dem Begründer der Anthroposophie, gebracht.
Innerhalb der anthroposophischen Bewegung ist diese Verbindung jedoch auch umstritten – Marc Desaules, Vorstand der Anthroposophischen Gesellschaft Schweiz, sieht in der Idee des Grundeinkommens einen wesentlichen Widerspruch zu der von Steiner formulierten Idee des richtigen Preises und steht dieser Initiative daher kritisch gegenüber.
Paul Mackay hingegen, Leiter der Sektion für Sozialwissenschaften am Goetheanum, sieht darin keinen Widerspruch.

## Film
- Grundeinkommen. Film-Essay, Schweiz, 2008, 100 Min., Buch und Regie: Daniel Häni und Enno Schmidt, Produktion: unternehmen mitte  Trailer auf Youtube